# Saintlaurentiella
Saintlaurentiella is een geslacht van kreeftachtigen uit de klasse van de Malacostraca (hogere kreeftachtigen).

## Soort
- Saintlaurentiella heterocheir (LeLoeuff & Intes, 1974)